# エカテリーナ宮殿
エカテリーナ宮殿（エカテリーナきゅうでん、ロシア語：Екатерининский дворец）は、サンクトペテルブルク中心部から南東25kmの郊外の避暑地ツァールスコエ・セローに存在する、ロシア帝国時代のロココ建築の宮殿。

## 概要
宮殿の名前は、ピョートル大帝の后でもあった、第2代ロシア皇帝エカテリーナ1世（在位：1725年 - 1727年）に由来する。エカテリーナがドイツの建築家 Johann-Friedrich Braunstein を雇って夏の避暑用の離宮として1717年に作らせたのが最初のもので、その後、第4代ロシア皇帝アンナ（在位：1730年 - 1740年）がロシア人建築家に命じ、増築させた。
第6代ロシア皇帝となったエリザヴェータ（在位：1741年 - 1762年）は、母のエカテリーナが建築させたものが時代遅れで不便であるとして抜本的に作り直すことを決定し、壮麗・壮大なロココ調建築に入れ替えるよう、既に冬宮殿建設に関わっていた宮廷付き建築家バルトロメオ・ラストレッリに命じた。建設は1752年5月から4年の歳月を費やし、1756年7月30日に全長325メートルの現行規模の宮殿が完成した。

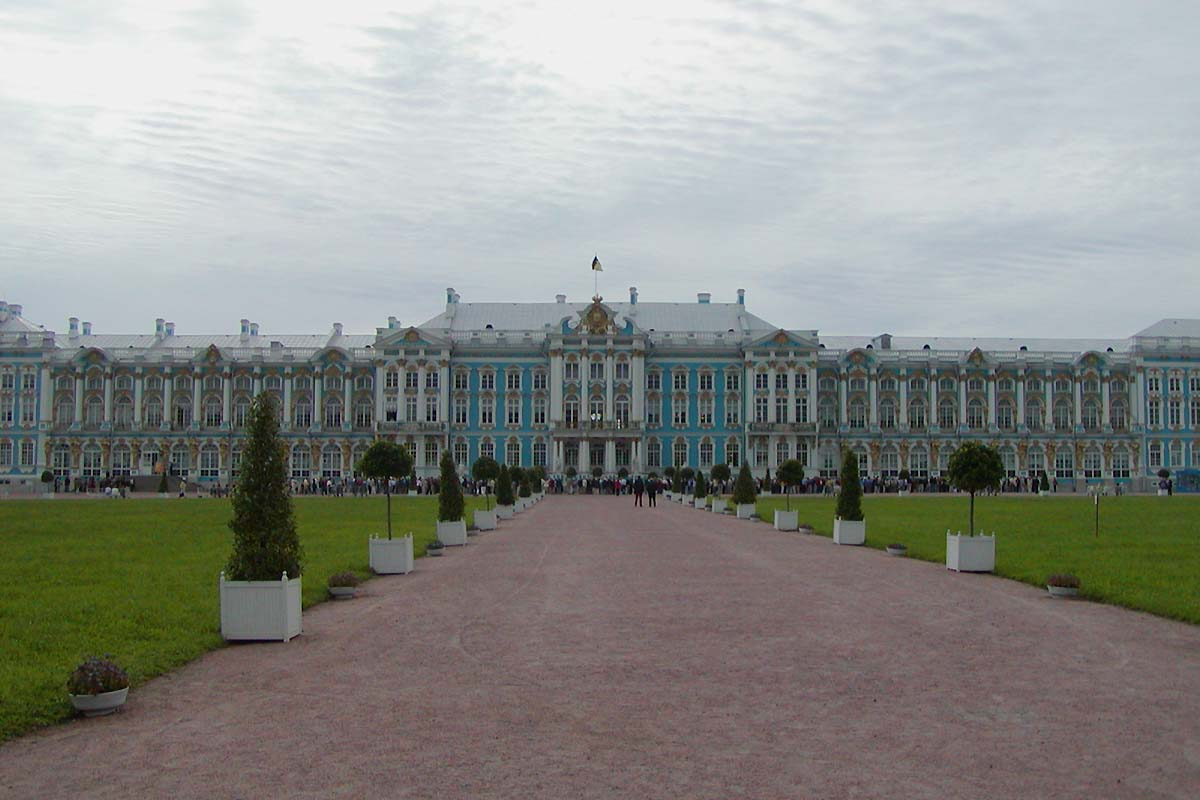
エカテリーナ宮殿

とりわけ「琥珀の間」(en:Amber Room) が有名である。琥珀は、第二次世界大戦のレニングラード包囲戦中にドイツ軍に持ち去られたが、1979年から始まった復元作業により、2003年に完全に復元された。
1791年、日本人の漂流民大黒屋光太夫が帰国を願うため、エカテリーナ2世（在位：1762年 - 1796年）に謁見した場所としても知られる。
一般に夏の間過ごしたことから「夏の宮殿」とも呼ばれる。名称として冬宮殿と対になる「ペテルゴフ宮殿」（なつきゅうでん、Summer Palace、ロシア語：Ле́тний дворе́ц （レツニイ・ドヴァリェーツ）；ラテン文字表記:Letniy Dvorets）は、サンクト・ペテルブルク中心部から30km離れたペトロドヴォレツの100以上の噴水があることで著名なペテルゴフにピョートル大帝時代に建設されたものであるが、冬宮殿と同じく壮麗なロココ建築のエカテリーナ宮殿の完成以降、実質的に本宮殿が夏の宮殿として用いられた。現在は、両宮殿とその周辺は世界遺産「サンクトペテルブルク歴史地区と関連建造物群」に登録されている。

## ギャラリー

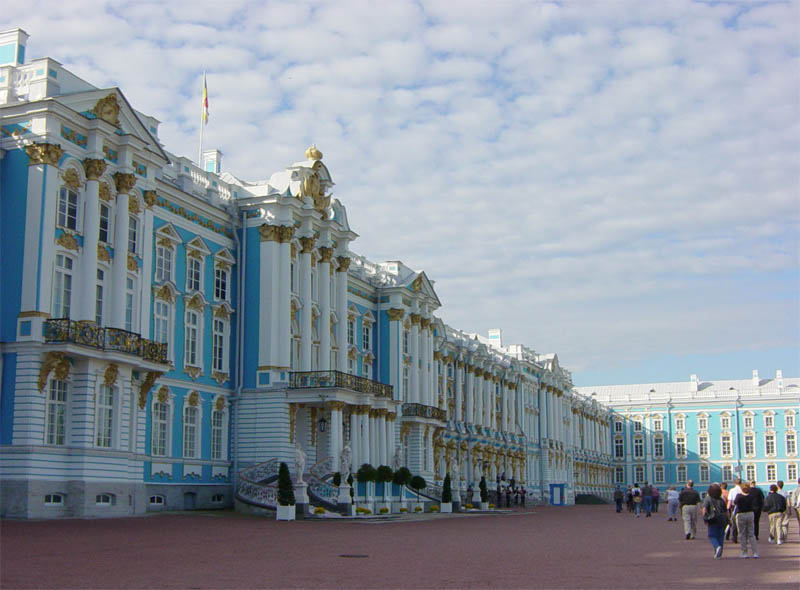
正面のファザード
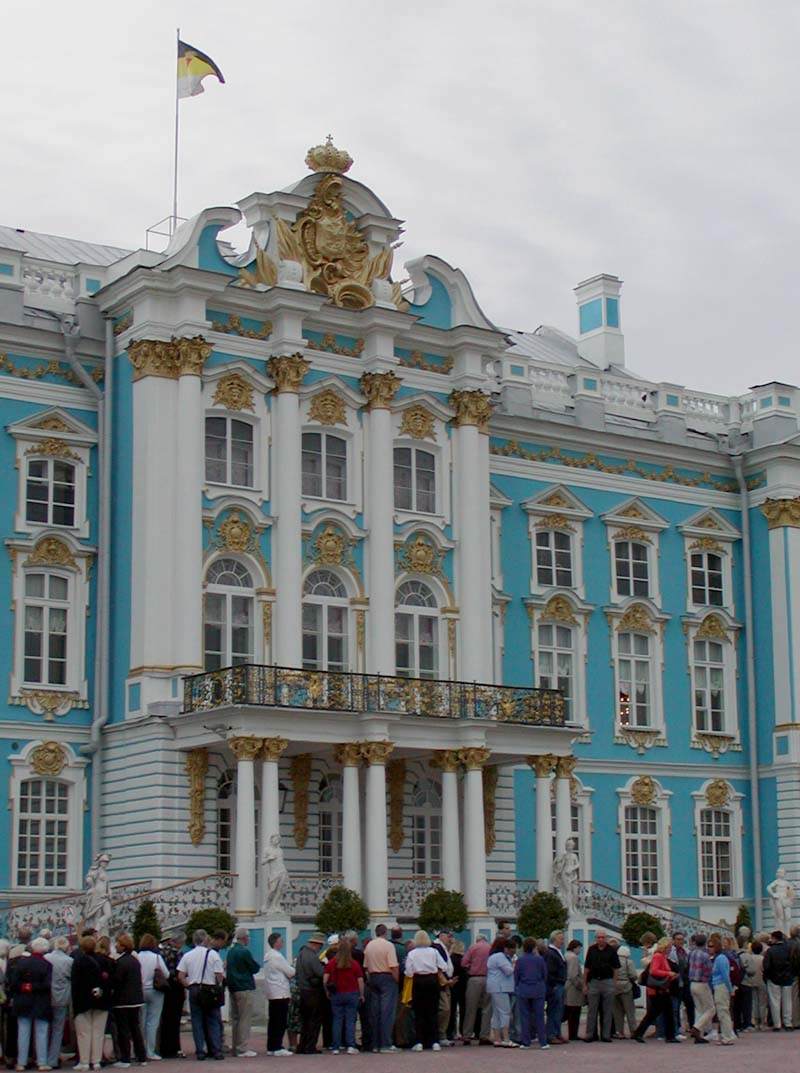
入口
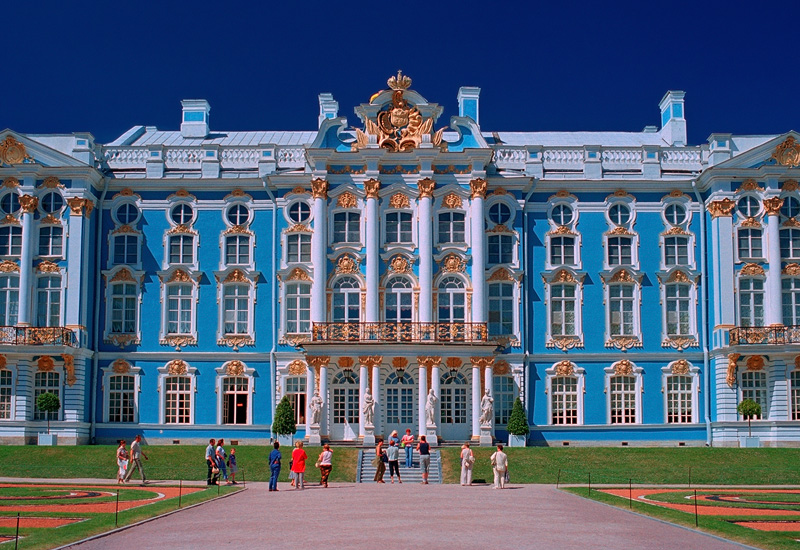
南側ファザード、正面から
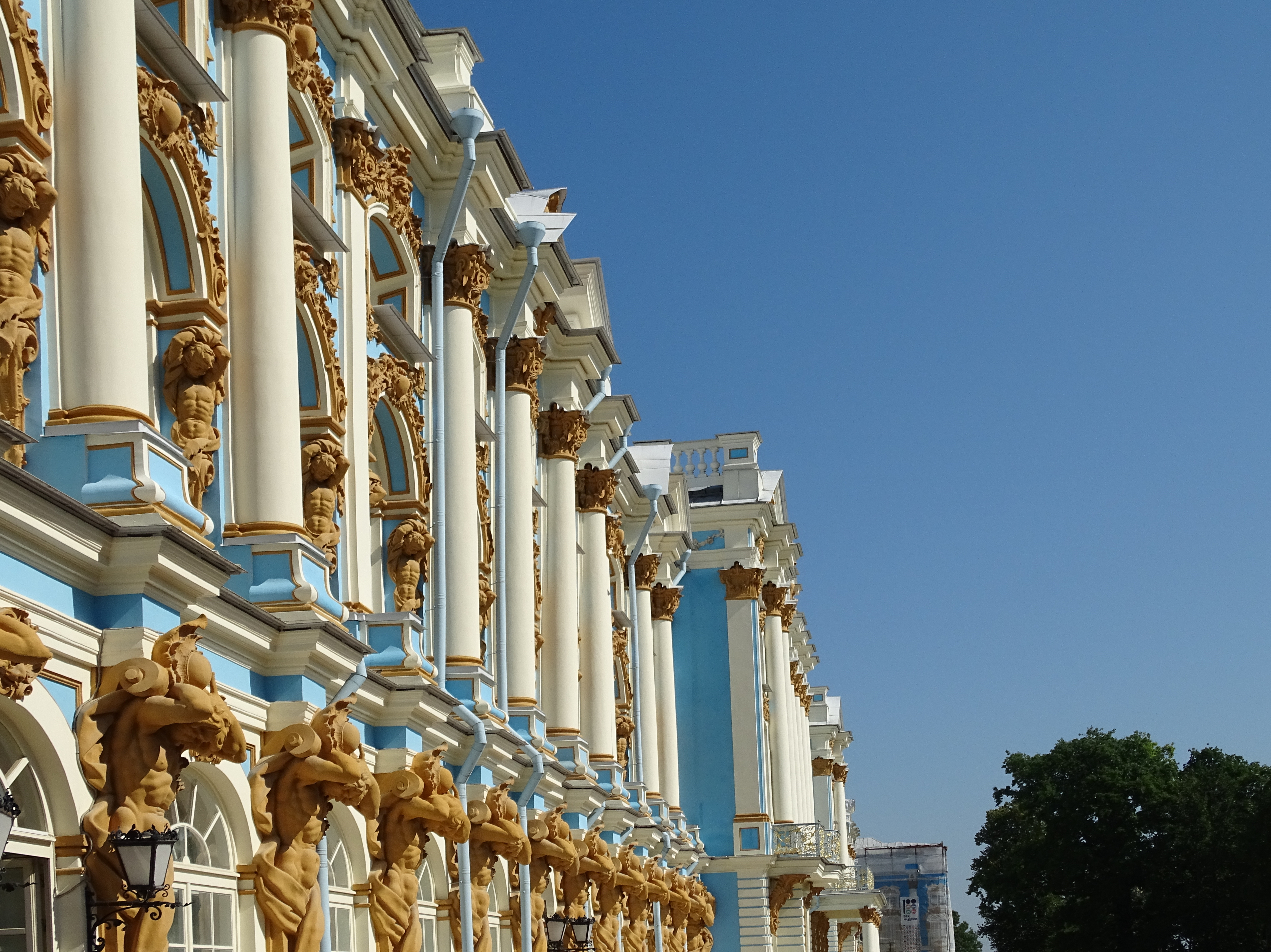
ツァルスコエ・セロ（プーシキン）の南東のファサード
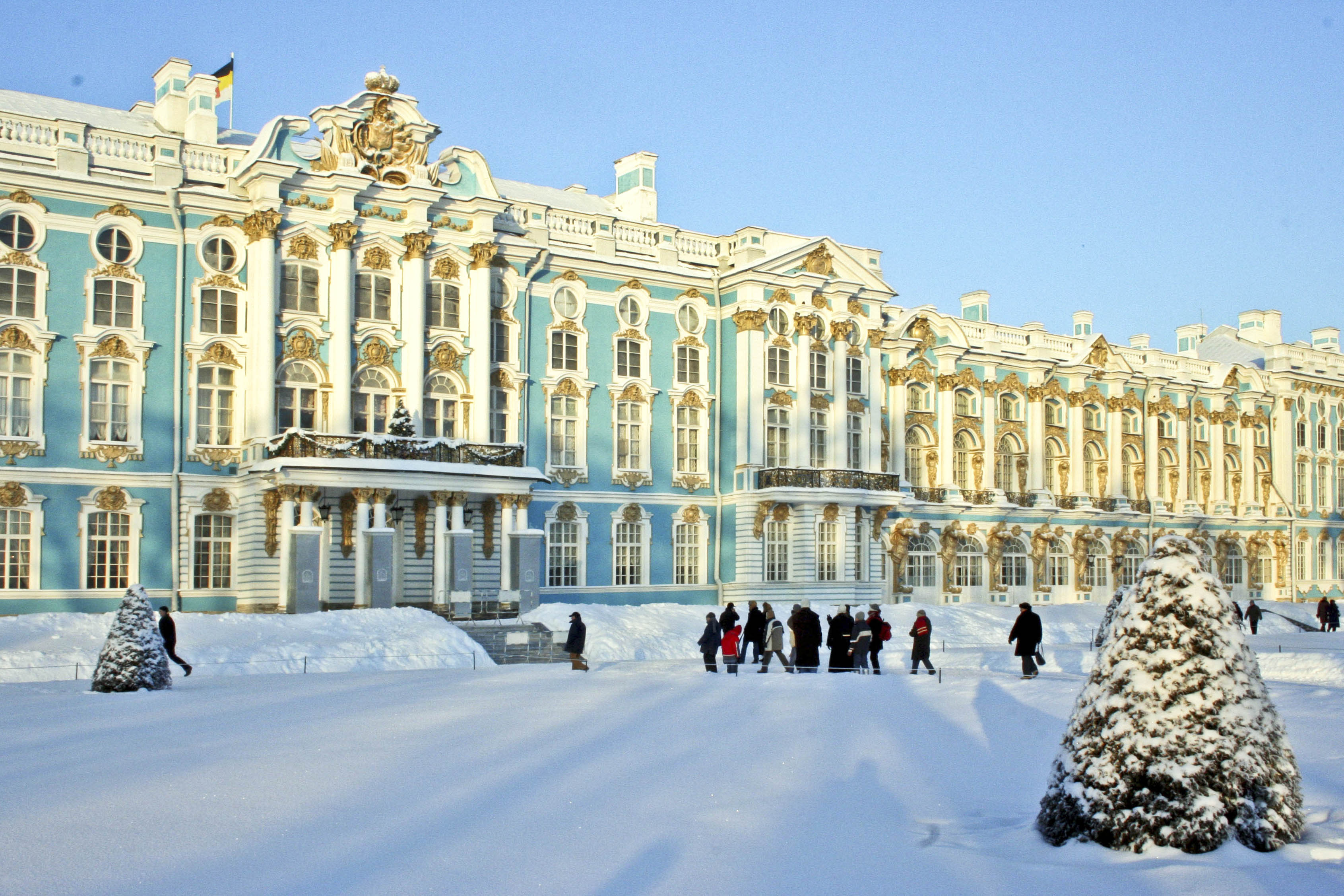
雪化粧したエカテリーナ宮殿
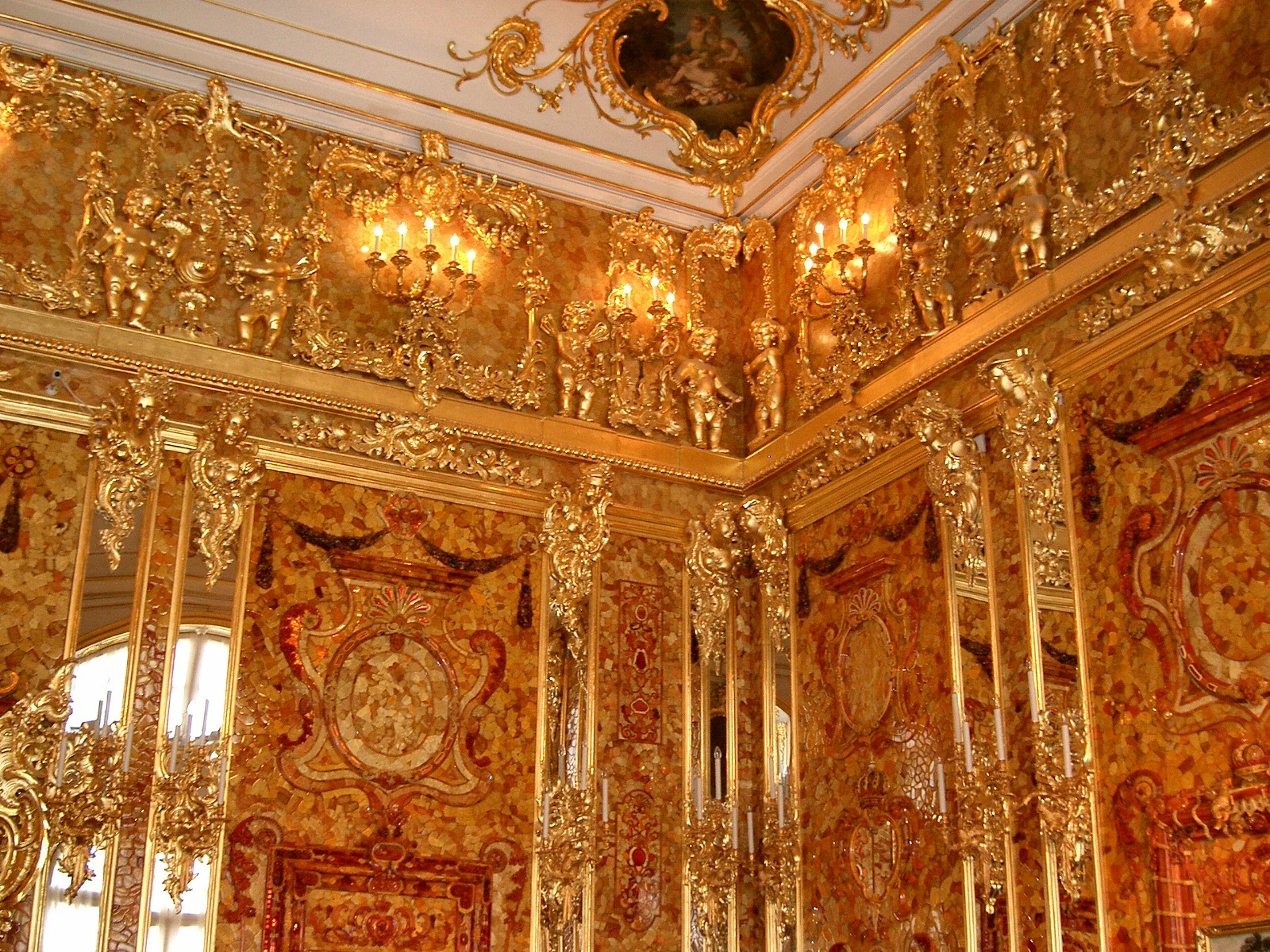
琥珀の間